# Shigetoshi Hasebe
Shigetoshi Hasebe (長谷部 茂利 Hasebe Shigetoshi?, nacido el 23 de abril de 1971 en Kanagawa) es un exfutbolista y entrenador japonés. Actualmente dirige a Kawasaki Frontale de la J1 League de Japón.
En su etapa como jugador se desempeñó como centrocampista y su último club fue el JEF United Ichihara.

## Trayectoria

### Como jugador
| Club                | País  | Año         |
| ------------------- | ----- | ----------- |
| Verdy Kawasaki      | Japón | 1994 - 1997 |
| Kawasaki Frontale   | Japón | 1997        |
| Vissel Kobe         | Japón | 1998 - 2000 |
| JEF United Ichihara | Japón | 2001 - 2003 |

### Como entrenador
| Club                | País  | Año          |
| ------------------- | ----- | ------------ |
| JEF United Ichihara | Japón | 2016         |
| Mito HollyHock      | Japón | 2018 - 2019  |
| Avispa Fukuoka      | Japón | 2020 - 2024. |
| Kawasaki Frontale   | Japón | 2025-act.    |

## Palmarés

### Como jugador
| Título             | Club           | País  | Año  |
| ------------------ | -------------- | ----- | ---- |
| Copa J. League     | Verdy Kawasaki | Japón | 1994 |
| J1 League          | Verdy Kawasaki | Japón | 1994 |
| Copa del Emperador | Verdy Kawasaki | Japón | 1996 |